# Ardross Castle (Fife)

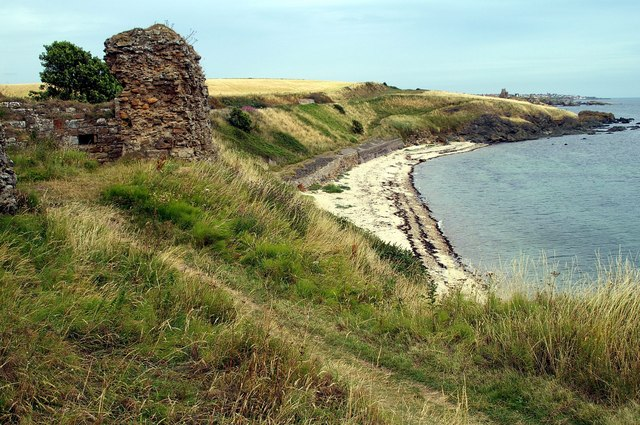
Ruinen von Ardross Castle

Ardross Castle ist eine Burgruine etwa 1,6 km östlich von  Elie in der schottischen Council Area Fife. William Dishington, Sohn von Sir William, der 1360 starb, gilt als Initiator des Baus der Burg. Die Anlage ist als Scheduled Monument denkmalgeschützt.

## Beschreibung
Die Ruinen bestehen aus zwei zusammengehörigen, rechteckigen Fragmenten, etwa 13 Meter über dem Strand.
Das nördliche Fragment stammt wohl aus dem 15. Jahrhundert und ist das ältere der beiden. Dabei handelte es sich um einen kleinen Turm mit einer Grundfläche von 8,75 Meter × 11,2 Meter. Die Mauern sind etwa 1,8 Meter dick. Der Eingang war an der südlichen Giebelwand und nördlich war ein weiteres, heute nicht mehr existierendes Gebäude angebaut.
Das zweite Fragment bedeckt eine Fläche von 23,7 Meter × 5,8 Meter und hat ebenfalls 1,8 Meter dicke Mauern. Es ist mit dem Turm im Norden durch Reste einer kurzen Mauer verbunden. Es gibt Hinweise darauf, dass sich an der Südostecke eine Wendeltreppe befunden hat.